# Pineda (métro de Séville)
Pour les articles homonymes, voir Pineda.
Pineda est une future station de la ligne 3 du métro de Séville. Elle sera située sous l'avenue de Jerez de la Frontera, dans le district de Bellavista–La Palmera, à Séville.

## Situation sur le réseau
Établie en souterrain, Pineda sera une station de passage de la ligne 3 du métro de Séville. Elle sera située après Heliópolis, en direction du terminus nord de Pino Montano Norte, et avant Los Bermejales, en direction du terminus sud de Hospital de Valme.

## Histoire
L'emplacement de la station est présenté au public le 26 juin 2020, lors de l'annonce de l'attribution du marché public de mise à jour des études et du plan d'exécution du tronçon sud de la ligne 3.

## À proximité
La station dessert le stade Benito-Villamarín du Real Betis Balompié.